# Ivane-Puste
Ivane-Puste (ucraniano: Іва́не-Пу́сте; polaco: Iwanie Puste) es un municipio rural de Ucrania, perteneciente al raión de Chortkiv en la óblast de Ternópil.
El municipio, con una población total de 4880 habitantes en 2020, incluye tanto el pueblo de Ivane-Puste (de unos dos mil habitantes) como tres pedanías: Hermakivka, Zalisia y Pylypche. El municipio se formó en 2020 mediante la fusión de los cuatro consejos rurales que existían en los que actualmente son los cuatro pueblos del municipio.
Se conoce la existencia del pueblo en documentos desde el siglo XVI, y a lo largo de su historia ha sido siempre una localidad agrícola. El pueblo es conocido por albergar uno de los mejores ejemplos de iglesia de madera del siglo XVIII en Ucrania: se trata de un templo dedicado a San Iván el Teólogo, y que fue usado como parroquia entre 1763 y 1997, en la Iglesia greco-católica ucraniana. La iglesia de madera está declarada monumento nacional, aunque desde 1997 sus funciones religiosas han pasado a un edificio de nueva construcción.
El pueblo se ubica a medio camino entre Borshchiv y Jotín, sobre la carretera T2002, cerca del límite con la vecina óblast de Chernivtsí marcado por el río Dniéster.